# Краљево (Алексинац)
Краљево је насеље у Србији у општини Алексинац у Нишавском округу. Према попису из 2022. било је 681 становника (према попису из 1991. било је 999 становника).
На месту "где се налазио стари српски манастир", сељани су подигли цркву. До 1939. била је углавном готова, недостајале су неке ствари за унутрашње уређење.

## Демографија
У насељу Краљево живи 777 пунолетних становника, а просечна старост становништва износи 44,0 година (43,8 код мушкараца и 44,2 код жена). У насељу има 271 домаћинство, а просечан број чланова по домаћинству је 3,43.
Ово насеље је скоро у потпуности насељено Србима (према попису из 2002. године). У последња три пописа је дошло до мањег смањења броја становника.
|  |

| Демографија | Демографија | Демографија |
| Година      | Становника  | Становника  |
| ----------- | ----------- | ----------- |
| 1948.       | 1.034       |             |
| 1953.       | 1.087       |             |
| 1961.       | 1.206       |             |
| 1971.       | 1.113       |             |
| 1981.       | 1.106       |             |
| 1991.       | 999         | 987         |
| 2002.       | 930         | 945         |

| Етнички састав према попису из 2002.‍ | Етнички састав према попису из 2002.‍ | Етнички састав према попису из 2002.‍ | Етнички састав према попису из 2002.‍ | Етнички састав према попису из 2002.‍ |
| ------------------------------------ | ------------------------------------ | ------------------------------------ | ------------------------------------ | ------------------------------------ |
|                                      |                                      |                                      |                                      |                                      |
| Срби                                 | Срби                                 |                                      | 861                                  | 92,58%                               |
| Роми                                 | Роми                                 |                                      | 60                                   | 6,45%                                |
| Македонци                            | Македонци                            |                                      | 2                                    | 0,21%                                |
| Бугари                               | Бугари                               |                                      | 1                                    | 0,10%                                |
| непознато                            | непознато                            |                                      | 0                                    | 0,0%                                 |

| Година пописа     | 1948. | 1953. | 1961. | 1971. | 1981. | 1991. | 2002. |
| ----------------- | ----- | ----- | ----- | ----- | ----- | ----- | ----- |
| Број домаћинстава | 194   | 220   | 277   | 262   | 268   | 268   | 271   |

| Број чланова      | 1  | 2  | 3  | 4  | 5  | 6  | 7 | 8 | 9 | 10 и више | Просек |
| ----------------- | -- | -- | -- | -- | -- | -- | - | - | - | --------- | ------ |
| Број домаћинстава | 29 | 71 | 47 | 60 | 28 | 22 | 8 | 5 | 0 | 1         | 3,43   |

| Пол    | Укупно | Неожењен/Неудата | Ожењен/Удата | Удовац/Удовица | Разведен/Разведена | Непознато |
| ------ | ------ | ---------------- | ------------ | -------------- | ------------------ | --------- |
| Мушки  | 417    | 107              | 262          | 35             | 11                 | 2         |
| Женски | 397    | 56               | 262          | 67             | 11                 | 1         |
| УКУПНО | 814    | 163              | 524          | 102            | 22                 | 3         |

| Пол    | Укупно                    | Пољопривреда, лов и шумарство | Рибарство                            | Вађење руде и камена | Прерађивачка индустрија       |
| ------ | ------------------------- | ----------------------------- | ------------------------------------ | -------------------- | ----------------------------- |
| Мушки  | 203                       | 60                            | 0                                    | 11                   | 73                            |
| Женски | 96                        | 35                            | 0                                    | 0                    | 33                            |
| УКУПНО | 299                       | 95                            | 0                                    | 11                   | 106                           |
| Пол    | Производња и снабдевање   | Грађевинарство                | Трговина                             | Хотели и ресторани   | Саобраћај, складиштење и везе |
| Мушки  | 4                         | 14                            | 16                                   | 3                    | 7                             |
| Женски | 1                         | 1                             | 11                                   | 1                    | 1                             |
| УКУПНО | 5                         | 15                            | 27                                   | 4                    | 8                             |
| Пол    | Финансијско посредовање   | Некретнине                    | Државна управа и одбрана             | Образовање           | Здравствени и социјални рад   |
| Мушки  | 0                         | 0                             | 2                                    | 5                    | 1                             |
| Женски | 0                         | 0                             | 3                                    | 4                    | 6                             |
| УКУПНО | 0                         | 0                             | 5                                    | 9                    | 7                             |
| Пол    | Остале услужне активности | Приватна домаћинства          | Екстериторијалне организације и тела | Непознато            | Непознато                     |
| Мушки  | 5                         | 0                             | 0                                    | 2                    | 2                             |
| Женски | 0                         | 0                             | 0                                    | 0                    | 0                             |
| УКУПНО | 5                         | 0                             | 0                                    | 2                    | 2                             |